# Phenacogaster beni
Phenacogaster beni är en fiskart som beskrevs av Eigenmann, 1911. Phenacogaster beni ingår i släktet Phenacogaster och familjen Characidae. IUCN kategoriserar arten globalt som livskraftig. Inga underarter finns listade i Catalogue of Life.